# Signalboje

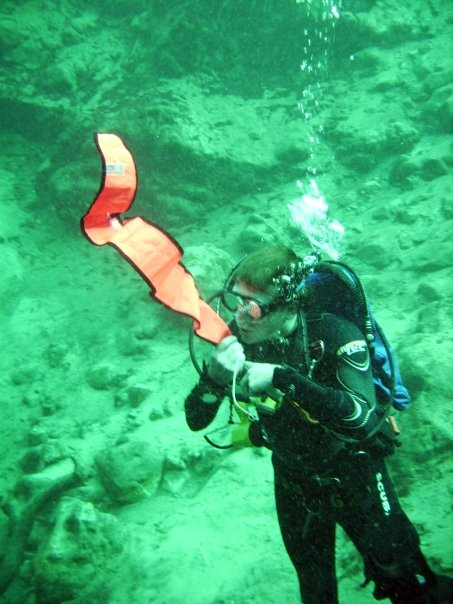
Ein Taucher bläst unter Wasser eine Signalboje auf.

Die Signalboje (auch Tauch-, Taucher-, Sicherheits-, Markierungs- oder Dekoboje, englisch (delayed) surface marker buoy, kurz (D)SMB) ist ein Schwimmkörper, mit dem Taucher insbesondere ihre Position an der Wasseroberfläche sichtbar machen können. Sie wird in der Regel mit Atemgas gefüllt und als Teil der Tauchausrüstung auch verwendet, um Botschaften zur Oberfläche zu transportieren oder als Tiefenreferenz bei einem Freiwasseraufstieg zu dienen. Ferner dienen sie auch an der Wasseroberfläche treibenden Menschen dazu, besonders bei hohem Seegang oder starker Strömung, die Sicht- und Auffindbarkeit zu verbessern.

## Aufbau

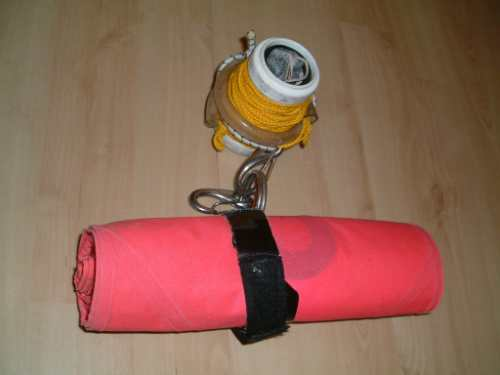
Zusammengerollte Signalboje

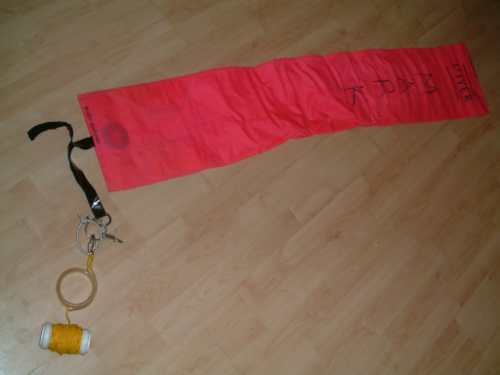
Ausgerollte Signalboje

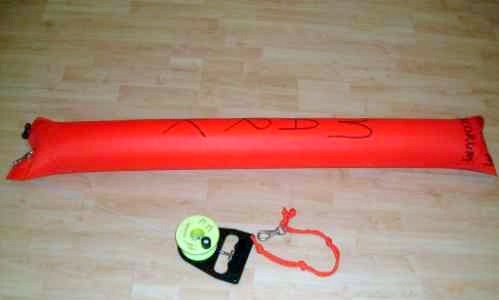
Aufgeblasene Signalboje

Grundsätzlich wird zwischen drei Varianten von Signalbojen unterschieden:
1. Offene Boje: Sporttaucher verwenden meist einfache längliche offene Bojen. Sie sind etwa ein bis zwei Meter lang und haben unten eine Öffnung, durch die sie befüllt werden und durch die überflüssige Luft während des Aufstiegs entweichen kann.
2. Geschlossene Boje: Technische Taucher verwenden meistens eine tropfenförmige geschlossene Signalboje. Sie weist ein Ventil auf und verhindert so das ungewollte Entweichen der Luft an der Oberfläche. Um sie befüllen zu können, gibt es ein zweites Aufblasventil.[2] Inzwischen sind aber auch unter technischen Tauchern – wegen der besseren Sichtbarkeit bei Wellengang – längliche geschlossene Bojen sehr verbreitet.

1. Halb-Geschlossen: Eine inzwischen immer häufiger anzutreffende Variante der Signalboje ist die sogenannte halb-geschlossene Boje. Sie ist im Grunde genommen eine Mischung der beiden anderen Varianten. Sie verfügt wie die geschlossene über ein Aufblasventil und ein Überdruckventil, hat aber auch eine Öffnung unten wie die offene. Um Luft vom Entweichen aus der Boje durch die Öffnung zu verhindern, wird allerdings zusätzlich noch ein Einwegventil eingebaut.

Alle Varianten bestehen aus einem reißfesten, beschichteten Kunststoffgewebe und sind gasdicht verschweißt. Oben wie unten sollte die Boje Möglichkeiten aufweisen, um Karabinerhaken zu befestigen. Die unteren Ösen oder Schlaufen dienen dazu, sie mit der Schnur zu verbinden, die der Taucher auf einem kleinen Spool oder Reel (spezielle Varianten der Haspel, die speziell fürs Tauchen entwickelt sind) mit sich führt. An der Schnur zieht er die Boje hinter sich her. Die oberen Ösen oder Schlaufen dienen zur Befestigung von Botschaften oder einer Taucherflagge. An der Schnur werden oft, durch Knoten oder farbliche Markierungen, bestimmte Wassertiefen gekennzeichnet. Die Boje sollte eine Signalfarbe (Rot-Orange) aufweisen, damit sie im Wasser gut sichtbar ist. Viele Signalbojenmodelle haben seitlich den Schriftzug „Diver Bellow“.

## Verwendung

### Aufblasen
Offene Bojen werden meist mit einem Luftstoß aus dem Oktopus aufgeblasen. Geschlossene Bojen werden entweder mit dem Mund, dem Anschluss an den Inflatorschlauch oder dem Trockentauchanzugschlauch aufgeblasen. Durch das Abrollen der Schur vom Reel oder Spool steigt die Boje danach an die Oberfläche auf. Eine sehr selten zu findenden Befüllmethode ist das befüllen durch einen kleinen Drucktank, der an der Boje befestigt ist. Dies soll verhindern, dass die Boje nur unausreichend gefüllt wird. Da solche Bojen aber deutlich schwerer, unhandlicher, teurer sowie aufwändiger in der Wartung sind und aufgrund von Sicherheitsbedenken vieler Taucher über ein ungewolltes Befüllen in der Tiefe, konnte sich diese Art der Befüllung nicht durchsetzen und ist nur selten zu beobachten.

### Strömungstauchen
Bei Strömungstauchgängen (drift dive) wird oft eine Tauchboje nach dem Abstieg auf die vorgesehene Tauchtiefe aufgeblasen, um einem den Taucher verfolgenden Boot den Weg zu weisen. Ein Taucher zieht dabei die Boje an der Schnur, für die restliche Zeit des Tauchgangs, hinter sich her.

### Freiwasseraufstieg und Abbruch des Tauchgangs
Bei Aufstiegen im Freiwasser kann die Boje nicht nur dazu dienen, um Bootsbesatzungen die Position von Tauchern anzuzeigen, so auch wenn es zum Abbruch des Tauchgangs kommt und man an einer anderen Stelle als besprochen auftauchen muss. Die Leine der Boje kann auch als Tiefenreferenz benutzt werden, um die Tiefe während der Dekompressionsstopps konstant zu halten, ohne dabei den Tiefenmesser ständig im Blick behalten zu müssen.

### An der Oberfläche

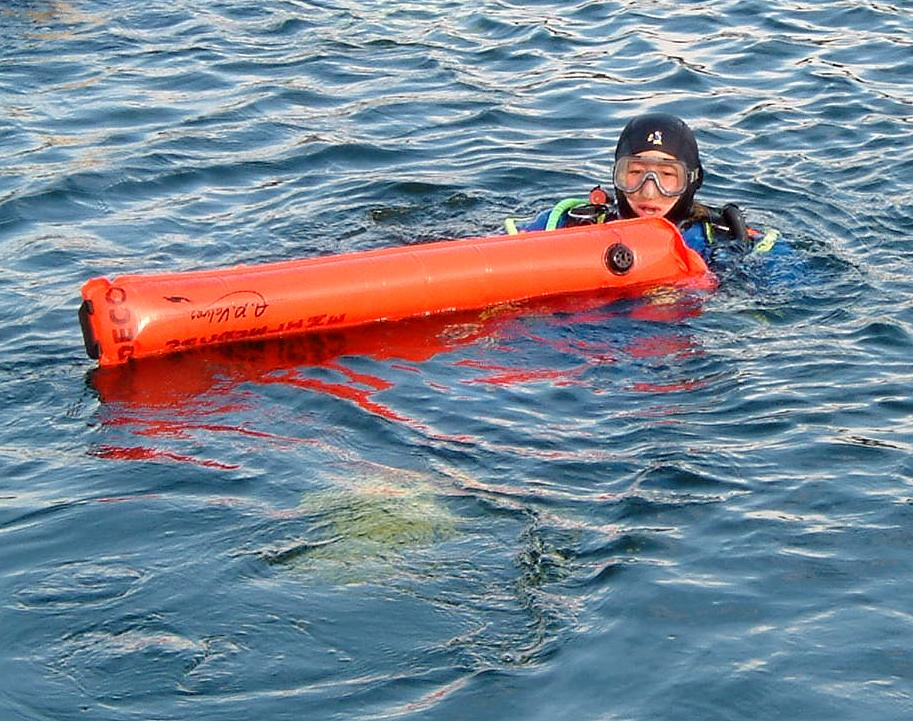
Ein Taucher treibt mit seiner Signalboje an der Wasseroberfläche.

Ein allein an der Oberfläche treibender Taucher ist gerade bei großer Entfernung und schwerem Seegang sehr schlecht sichtbar, da er nur seinen Kopf über der Oberfläche hat. Hält er seine Signalboje aufrecht, vergrößert sich seine Silhouette stark und die Signalfarbe ist auch vor dem blau-grünen Hintergrund des Wassers leicht zu erkennen. Durch das Schwenken der Boje kann der Taucher auch einen Notruf übermitteln.

### Kommunikation mit Oberfläche
Signalbojen können auch für Kommunikation mit der Oberfläche, zum Beispiel zum vermitteln eines Notfalls benutzt werden. Die meisten Signalbojen haben die Möglichkeit eine Wetnote oder Signaltafel mit einer Nachricht zu befestigen. Ebenfalls kann die Farbe der Signalboje als Nachricht benutzt werden, wenn der Taucher verschiedenfarbige Bojen mit sich führt und dies vorher mit der Besatzung an der Oberfläche abgesprochen wurde.

## Delayed Surface Marker Bouy vs. Surface Marker Bouy
Taucher unterscheiden zwischen zwei verschiedenen Arten von Signalbojen. Der delayed surface marker bouy (Kurz DSMB) und der surface marker bouy (kurz SMB). Eine SMB wird zu Beginn des Tauchgangs an der Oberfläche aufgeblasen und während des ganzen Tauchgangs von einem der Taucher mit sich gezogen. Eine DSMB hingegen wird erst unter Wasser aufgeblasen und an die Oberfläche geschickt, klassischerweise gegen Ende des Tauchgangs beim Safetystop oder wenn man der Oberflächencrew eine Nachricht schicken muss. Die klassische längliche Boje, welche von dem meisten Tauchern benutzt wird, ist hierbei als DSMB anzusehen, wird aber von sehr vielen Tauchern in der Praxis auch als SMB benutzt, da diese deutlich seltener benötigt werden und eine extra SMB sich für diese seltenen Gebrauch nicht lohnen würde. Aufgrund ihrer Bauform verfügen sie aber über relativ viel Widerstand an der Wasseroberfläche für den Taucher, was zu einem höheren Luftverbrauch und somit einer kürzeren Tauchzeit führen kann. Deswegen gibt es speziell designte SMBs, welche deutlich weniger Widerstand haben und somit besser geeignet sind, um von dem Taucher gezogen zu werden. Allerdings sind solche Modelle nicht als DSMB geeignet und werden deswegen meistens nur von Tauchern benutzt, welche in Gegenden, wo eine aufgeblasene Boje über die gesamte Dauer des Tauchgangs vorgeschrieben ist, tauchen gehen.

## Vorschriften
In einigen Gewässern ist es für Taucher Vorschrift, eine Signalboje mitzuführen. Es gibt sogar einige Orte, an denen das Aufblasen einer Boje vor dem Auftauchen vorgeschrieben ist. 